# Борджеас, Андреас
Андре́ас Алекса́ндр Бо́рджеас (англ. Andreas Alexander Borgeas; род. 7 марта 1974, Финикс, Аризона, США) — американский юрист, правовед, преподаватель и политик-республиканец, член Сената Калифорнии. Профессор международного права и сравнительного правоведения Сан-Хоакинского колледжа права (2007—н. в.) и адъюнкт-профессор Миддлберийского института международных исследований в Монтерее, где преподаёт международную безопасность. Преподавал в Китае и Центральной Азии. Имеет сертификат компетенции, выданный Гаагской академией международного права. Являлся официальным политическим наблюдателем на конституционном референдуме и национальных выборах в непризнанной Нагорно-Карабахской Республике. В 2009 году по его инициативе Эчмиадзин (Армения) и Фресно (Калифорния, США) стали городами-побратимами. Член Коллегии адвокатов штата Калифорния (2000) и округа Колумбия (2001), а также Американо-греческого прогрессивного просветительского союза (AHEPA). Имеет американское и греческое гражданство.

## Биография

### Ранние годы, семья и образование
Родился в семье греков, иммигрировавших в США с острова Самос (Греция). В школьные годы был активно вовлечён в жизнь греческой общины Финикса, в том числе являлся церковным служкой в Греческом православном соборе Святой Троицы и посещал греческую школу. Принимал активное участие в деятельности Юношеской христианской ассоциации (YMCA). Лето проводил в Греции. С 11 лет начал работать.
Окончил Университет Северной Аризоны со степенью бакалавра гуманитарных наук (1996), Гарвардский университет со степенью магистра гуманитарных наук, Школу права Университета Джорджтаун со степенью доктора права и Университет «Пантеон» со степенью доктора философии в области международных отношений.
Будучи студентом Джорджтаунского университета, проходил летнее обучение по международному праву в Афинском национальном университете имени Каподистрии.

### Карьера
По окончании Гарвардского университета поселился во Фресно (Калифорния), где на протяжении года служил клерком в канцелярии Оливера У. Вангера, судьи Федерального окружного суда Восточного округа Калифорнии. Здесь познакомился со своей будущей супругой.
Став стипендиатом Программы Фулбрайта, вместе с супругой на протяжении года проживал в Греции, где являлся приглашённым научным сотрудником Греческого центра европейских исследований, занимаясь изучением, в частности, деятельности ряда местных экстремистских группировок, таких как бывшая Революционная организация 17 ноября.
Занимался частной практикой, в том числе работал в юридической фирме Luce Forward (сегодня — Dentons), где специализировался на коммерческом и международном праве.
Служил сотрудником по политическим вопросам в посольстве США в Казахстане, где занимался исследованием «распространения исламской воинственности среди уйгур Казахстана», имеющего «особое значение для понимания концепции безопасности и экономических отношений Казахстана с Китаем, Россией и США и, в конечном итоге, для продвижения стратегических интересов США в регионе».
В 2009—2012 годах — член городского совета Фресно. В 2009 году по инициативе Борджеаса, являвшегося учредителем и председателем комитета Fresno-Armenia Sister City, армянский Эчмиадзин стал городом-побратимом Фресно. Принимал участие в мероприятиях по случаю почтения памяти жертв Геноцида армян.
В 2013—2018 годах — член наблюдательного совета округа Фресно. В этот период стал инициатором резолюции об официальном признании Нагорно-Карабахской Республики. В 2015 году посетил Нагорный Карабах в качестве наблюдателя на местных парламентских выборах.
С 2019 года — член Сената Калифорнии.
Являясь членом армянского кокуса в Сенате Калифорнии, и неоднократно посетив Армению и Нагорный Карабах, лоббирует интересы Армении и армянской диаспоры в вопросах Геноцида армян и Карабахского конфликта.

## Личная жизнь
В браке с Анной Хаджинлян-Борджеас имеет сыновей Алеко (Александра) и Ариса. Супруга Борджеаса — армянка по происхождению, её родители родом из города Фессалоники и острова Аморгос (Греция), её бабушка пережила Геноцид армян. Семья Борджеаса активно участвует в жизни греческой и армянской общин США.